# Shaggy
Orville Richard Burrell (Kingston, Jamaica, 1968. október 22.), ismertebb nevén Shaggy jamaicai-amerikai zenész, énekes, DJ és színész, akinek legismertebb dalai az "It Wasn't Me", a "Boombastic", az "In the Summertime", az "Oh Carolina" és az "Angel". Hét alkalommal jelölték Grammy-díjra, amelyet két alkalommal meg is nyert.

## Élete
1968. október 22.-én született Kingstonban. 1987-ben kezdett énekelni tanulni.
1988-ban belépett az amerikai haditengerészetbe. Itt fejlesztette ki énekstílusát.
Zenei karrierje 1993-ban kezdődött. Első slágere az Oh Carolina volt, amely a Folkes Brothers ugyanilyen című dalának dancehall stílusú feldolgozása volt. Első nagylemeze ebben az évben jelent meg.

## Diszkográfia
- Pure Pleasure (1993)
- Original Doberman (1994)
- Boombastic (1995)
- Midnite Lover (1997)
- Hot Shot (2000)
- Lucky Day (2002)
- Clothes Drop (2005)
- Intoxication (2007)
- Shaggy & Friends (2011)
- Summer in Kingston (2011)
- Rise (2012)
- Out of Many, One Music (2013)
- Wah Gwaan?! (2019)
- Hot Shot 2020 (2020)
- Christmas in the Islands (2020)
- Com Fly Wid Mi (2022)
- In the Mood (2023)

Kollaborációs lemezek
- 44/876 (Stinggel, 2018)